# Franzpeter Goebels
Franzpeter Goebels (* 5. März 1920 in Mülheim an der Ruhr; † 28. September 1988 in Detmold) war ein deutscher Pianist, Cembalist und Hochschullehrer.
Franzpeter Goebels war Sohn des im Pfarrdienst tätigen Organisten Franz Goebels (1874–1960) sowie Schüler von Karl Hermann Pillney und Raoul von Koczalski. Neben dem Klavierunterricht studierte er  Musikwissenschaft, Romanistik und Philosophie. Bevor er 1942 zum Wehrdienst einberufen wurde, war er ab 1940 Solopianist beim Deutschlandsender.
Ab 1947 unterrichtete Goebels am Robert-Schumann-Konservatorium in Düsseldorf Klavier und war dort auch Leiter des Studios für Neue Musik. Im Jahr 1958 wurde er auf eine Professur für Klavier und Cembalo an die Nordwestdeutsche Musikakademie Detmold berufen. Dort lehrte er bis zu seiner Emeritierung im Jahr 1982 und leitete bis 1972 das Seminar für Musikerziehung und das Studio für Neue Musik.
Goebels erhielt im Jahr 1964 den Ruhrpreis für Kunst und Wissenschaft. Er ist neben seiner pianistischen und pädagogischen Tätigkeit auch als Autor, Bearbeiter und als Herausgeber musikalischer Werke aufgetreten.
Franzpeter Goebels war seit 1951 verheiratet und hatte zwei Kinder, darunter den Pianisten Friedwart Goebels, der an der Fakultät für Musiktherapie der privaten SRH Hochschule Heidelberg lehrt.